# Lac Lessard (rivière Lessard)
Pour les articles homonymes, voir Lessard.
Le lac Lessard est un plan d'eau douce du bassin hydrographique de la rivière Betsiamites, situé dans le territoire non organisé de Lac-au-Brochet, dans la municipalité régionale de comté (MRC) La Haute-Côte-Nord, dans la région administrative de la Côte-Nord, dans la province de Québec, au Canada.
La foresterie constitue la principale activité économique du secteur. Les activités récréotouristiques arrivent en second.
La route 385 qui relie Forestville et Labrieville, traverse la zec de Forestville, en drainant le versant supérieur (situé au Sud-Ouest de la vallée) de la rivière Lessard. Cette route est rattachée vers le Sud-Est à la route 138 (à Forestville) qui longe la rive Nord-Ouest du fleuve Saint-Laurent,,.
La surface du lac Lessard est habituellement gelée de la fin novembre au début avril, toutefois la circulation sécuritaire sur la glace se fait généralement de la mi-décembre à la fin mars.

## Géographie
Les principaux bassins versants voisins du lac Lessard sont :
- Côté Nord : rivière Betsiamites, rivière Boucher, rivière du Portage ;
- Côté Est : rivière Betsiamites, ruisseau Dubé, rivière Laliberté, lac du Sault aux Cochons ;
- Côté Sud : lac Laval, rivière Laval, rivière du Sault aux Cochons, rivière Adam (rivière Laval) ;
- Côté Ouest : Rivière Volant, rivière Betsiamites, rivière Isidore Est, rivière Isidore, rivière du Sault aux Cochons[1].

Le lac Lessard comporte une longueur de 3,3 km, une largeur maximale de 2,0 km et une altitude de 304 m. Ce plan d’eau reçoit les décharges suivantes (en ordre selon le sens horaire, à partir de l’embouchure) :
- décharge (venant de l’Est) du lac Geta ;
- décharge (venant de l’Est) des lacs Bill, Taure, Goodfellow, Yogi et Dubé ;
- décharge (venant du Sud) des lacs Ruthman, Speedball, Macabé, Bousquet, Tracey et Dudley ;
- décharge (venant de l’Ouest) des lacs Seeley, Murray et Gibet ;
- décharge (venant de l’Ouest) des lacs Maillard et Bambou ;
- décharge (venant du Nord-Ouest) du lac Poyet[1].

Le lac Lessard est situé entièrement en milieu forestier dans le territoire non organisé de Lac-au-Brochet. Il est enclavé entre les montagnes de proximité dont les principaux sommets atteignent 427 m au Sud-Est, 442 m au Sud, 411 m à l’Ouest et 437 m au Nord.
L’embouchure du lac Lessard est localisée à :
- 3,1 km au Sud-Est d’une courbe de la rivière Betsiamites ;
- 9,5 km à l’Est du barrage de la centrale Bersimis-2 ;
- 6,1 km au Sud-Est de l’aéroport de Labrieville-Sud ;
- 5,4 km au Sud-Ouest de l’embouchure de la rivière Lessard ;
- 39,8 km à l’Ouest de l’embouchure de la rivière Betsiamites (confluence avec le fleuve Saint-Laurent)[4],[5],[1].

À partir de l’embouchure du lac Lessard, la rivière Lessard coule sur 6,9 km vers le Nord-Est, entièrement en zone forestière, en descendant un dénivelé de 189 m à partir de la décharge du lac Peter, jusqu’à son embouchure. De là, le courant descend vers le Sud-Est le cours de la rivière Betsiamites, jusqu’à la rive Nord-Ouest de l’Estuaire du Saint-Laurent.

## Toponymie
Le toponyme lac Lessard a été officialisé le 5 décembre 1968 à la Banque de noms de lieux de la Commission de toponymie du Québec.